# Клопов, Анис Андреевич
Анис (Анисим) Андреевич Клопов (1914 — 1995) — советский военнослужащий, командир отделения 20-го отдельного штурмового инженерно-саперного батальона младший сержант — на момент представления к награждению орденом Славы 1-й степени.

## Биография
Родился 1 мая 1914 года в деревне Новоселье Витебской губернии, ныне Ушачского района Витебской области. Белорус. Работал в колхозе.
В Красной Армии с 1938 года. Участник похода советских войск в Западную Белоруссию в 1939 году. С началом Великой Отечественной войны на фронте. Сражался на Западном, Калининском, 1-м Прибалтийском, 1-м и 3-м Белорусском фронтах. Освобождал Белоруссию и Литву. Воевал сначала в пехоте, а затем был переведён в 4-ю отдельшую штурмовую бригаду РГК. Особо отличился в боях на территории Восточной Пруссии.
10 января 1945 года в районе населенного пункта Древенингкен сапер-пулеметчик 20-го отдельного штурмового инженерно-саперного батальона младший сержант Клопов во главе группы разграждения в непосредственной близости от противника проделал проход в проволочном заграждении и минном поле. Приказом от 30 января 1945 года младший сержант Клопов Анис Андреевич награждён орденом Славы 3-й степени.
16 февраля 1945 года в боях за населенный пункт Вангникен и за плацдарм на левом берегу реки Штрадик младший сержант Клопов из пулемёта истребил около двух десятков противников, подавил огневую точку. В числе первых переправился через реку, ворвался на наблюдательный пункт противника и пленил двух вражеских солдат. Был контужен, но остался в строю. Приказом от 24 марта 1945 года младший сержант Клопов Анис Андреевич награждён орденом Славы 2-й степени.
В апреле 1945 года при прорыве оборонительного рубежа на подступах к городу Кенигсбергу младший сержант Клопов со своим отделением под огнём проделал проход в минном поле противника, лично обезвредил до двадцати противотанковых и полтора десятка противопехотных мин. Находясь в боевых порядках стрелковых подразделений, в ходе стремительной атаки ворвался в траншею врага и уничтожил свыше десяти противников. Был ранен, но поля боя не покинул.
Указом Президиума Верховного Совета СССР от 29 июня 1945 года за образцовое выполнение заданий командования в боях с немецко-вражескими захватчиками младший сержант Клопов Анис Андреевич награждён орденом Славы 1-й степени. Стал полным кавалером ордена Славы.
Участник исторического Парада Победы на Красной площади в Москве 24 июня 1945 года. В 1945 году сержант Клопов А. А. демобилизован.
В 1953 году вернулся на родину. Жил в посёлке городского типа Ушачи Витебской области. Работал в милиции, затем на промкомбинате. Скончался 4 февраля 1995 года.
Награждён орденами Отечественной войны 1-й степени, Красной Звезды, Славы 3-х степеней, медалями.